# 小島まゆみ
小島 まゆみ（こじま まゆみ、1995年9月26日 - ）は、日本のモデル、歌手。放課後プリンセスの元メンバー。

## 経歴
1995年9月26日、神奈川県に生まれる。
2011年、高校在学中にグラビアアイドルとしてデビュー（小島麻友美名義）。（2014年デビューとする資料もあるがおそらく誤り。2011年発売のDVDが存在する。）
2012年、「ミス東スポ2013」にエントリー。
2014年4月、女子大（具体名は公表されていない）の英文科に入学。図書館司書の科目も履修する。
2015年9月6日、放課後プリンセスの候補生＆候補生見習いユニットである「放プリユース」加入。
2016年8月7日、「TOKYO IDOL FESTIVAL 2016（TIF2016）」にて放課後プリンセス正規生に昇格と発表される
。
2018年3月、大学卒業。
2018年8月5日、放課後プリンセス卒業。

## 人物
- 姉が2人いる[10]。
- 好きな食べ物は、チョコレート、バニラアイス、ミルク味のあめ[11]。
- 理想のボディとして、事務所の先輩・森下悠里（当時27、90-55-90）の名を挙げたことがある[12]。
- 趣味は歴史、ダンス、お菓子作り[2]。特技はピアノ、書道[13]。
- おすすめの漫画作品として小畑友紀『僕等がいた』、竹内友『ボールルームへようこそ』、平尾アウリ『推しが武道館いってくれたら死ぬ』、石井あゆみ『信長協奏曲』を挙げたことがある[5]。
- 普通自動車免許取得。TOEIC600点。特定非営利活動法人世界遺産アカデミー主催の世界遺産検定2級。一般社団法人日本ブラジリアンワックス協会の認定講師[14]。
- 神奈川県出身だが、熱狂的なオリックス・バファローズファンである。

## その他
「放プリユース」に入ったきっかけは、当時の放プリのプロデューサーに「こじまゆはグラドルよりライブアイドルとしてやった方がいいと思う」と口説かれたこと。自分の輝ける場所はステージの上なのかもしれないな、っていう好奇心が湧いた。
「放プリユース」は、一度解散の危機に瀕している（最終的に回避された）。小島以外の二人（長澤茉里奈と関根ささら）が放課後プリンセスとしてではなく別ユニットとしての活動を選んだのが原因であるが、小島は「正規メンバーにならないとCDジャケットにも載らないしテレビにも出られない」と残留を選んだ。

## フィルモグラフィ

### イメージDVD
小島麻友美名義
- まゆみん16歳（グラッソ、2012年3月30日発売）
- ピュア・スマイル（竹書房、2013年1月25日発売）
- 初恋エモーション（ギルド、2014年5月22日発売）
- 純情気質（イーネット・フロンティア、2014年9月25日発売）
- ベビードール（ギルド、2015年1月22日発売）

小島まゆみ名義
- まゆみん色の恋（イーネット・フロンティア、2017年2月17日発売）

### オリジナルビデオ
小島麻友美名義
- 戦慄ショートショート コワバナ 恐噺 幽霊ホテル「合わせ鏡」（楽創舎、2012年1月6日）
- 戦慄ショートショート コワバナ 恐噺 黒い部屋「ジャケット」（楽創舎、2012年7月4日）

### デジタル写真集
小島麻友美名義
- pure soul（image.tv、2011年発売）

### テレビ
小島麻友美名義
- ピグ☆1（2012年、エンタ!371）

小島まゆみ名義
- 深夜に発見！ 新shock感 ～一度おためしください～（テレビ東京、2019年9月8日（7日深夜）、15日（14日深夜） ）
- ヒロミ・指原の“恋のお世話始めました”（テレビ朝日、2021年8月27日（26日深夜））

### 舞台
小島麻友美名義
- 東京俳優市場2012春公演[15] 第1話「おちないリンゴ」（2012年5月4日 - 8日、笹塚ファクトリー）

小島まゆみ名義
- 朗読エンターテイメント『Greif4』（2021年9月1日 - 5日、オメガ東京） - Bチーム 主演・渚 役[16]